# Nesuchyně
Nesuchyně är en ort i Tjeckien.   Den ligger i regionen Mellersta Böhmen, i den nordvästra delen av landet, 50 km väster om huvudstaden Prag. Nesuchyně ligger 371 meter över havet och antalet invånare är 395.
Terrängen runt Nesuchyně är platt åt sydväst, men åt nordost är den kuperad. Runt Nesuchyně är det ganska tätbefolkat, med 65 invånare per kvadratkilometer. Närmaste större samhälle är Žatec, 19,2 km nordväst om Nesuchyně. Trakten runt Nesuchyně består till största delen av jordbruksmark.